# Eriocaulon koernickianum
Eriocaulon koernickianum là một loài thực vật có hoa trong họ Cỏ dùi trống. Loài này được Van Heurck & Müll.Arg. mô tả khoa học đầu tiên năm 1870.